# Nivelles-Baulers
Nivelles-Baulers, Complexe Européen de Nivelles-Baulers, var en racerbana 38 km söder om Bryssel i Belgien.
Belgiens Grand Prix i formel 1 kördes här två gånger.

## F1-vinnare
| Säsong | Förare             | Tillverkare  |
| ------ | ------------------ | ------------ |
| 1974   | Emerson Fittipaldi | McLaren-Ford |
| 1972   | Emerson Fittipaldi | Lotus-Ford   |